# Eutychus (Wagenlenker)
Eutychus war ein unter Caligula erfolgreicher stadtrömischer Wagenlenker aus der Circusmannschaft der „Grünen“ (lateinisch prasinus). Flavius Josephus zufolge war er ein enger Freund des römischen Kaisers. Laut Sueton machte Caligula dem Eutychus ein Geldgeschenk in Höhe von 2 Millionen Sesterzen, was dem Umfang nach dem doppelten Senatorenzensus und nicht dem sozialen Ansehen eines Wagenlenkers entsprach.